# Nati il 4 ottobre

## XII secolo(2)
- 1160 - Adele di Francia, nobildonna francese
- 1178 - Teresa del Portogallo, regina († 1250)

## XIII secolo(3)
- 1274 - Rodolfo I di Baviera, duca († 1319)
- 1276 - Margherita di Brabante, nobile belga († 1311)
- 1289 - Luigi X di Francia, re († 1316)

## XIV secolo(1)
- 1379 - Enrico III di Castiglia, re († 1406)

## XV secolo(2)
- 1437 - Giovanni IV di Baviera, duca tedesco († 1463)
- 1446 - Gianfrancesco Gonzaga, condottiero italiano († 1496)

## XVI secolo(22)
- 1507 - Giovanni Battista Rossi, religioso italiano († 1578)
- 1515 - Lucas Cranach il Giovane, pittore e incisore tedesco († 1586)
- 1516 - Arcangelo de' Bianchi, cardinale e vescovo cattolico italiano († 1580)
- 1522 - Gabriele Paleotti, cardinale e giurista italiano († 1597)
- 1524 - Francisco Vallés, medico e scrittore spagnolo († 1592)
- 1528 - Francisco Guerrero, compositore spagnolo († 1599)
- 1531 - Costanzo Torri, cardinale e vescovo cattolico italiano († 1595)
- 1532 - Francisco de Toledo Herrera, gesuita e cardinale spagnolo († 1596)
- 1534 - Guglielmo I di Schwarzburg-Frankenhausen, conte († 1597)
- 1542 - Roberto Bellarmino, teologo, scrittore e cardinale italiano († 1621)
- 1550 - Carlo IX di Svezia, sovrano svedese († 1611)
- 1562 - Christen Sørensen Longomontanus, astronomo danese († 1647)
- 1564 - John Gerard, gesuita e missionario inglese († 1637)
- 1567 - Marco Pio di Savoia, nobile italiano († 1599)
- 1570 - Péter Pázmány, cardinale e arcivescovo cattolico ungherese († 1637)
- 1573 - Rodrigo Caro, poeta, storico e presbitero spagnolo († 1647)
- 1578 - Gianfrancesco Guidi di Bagno, cardinale italiano († 1641)
- 1579 - Guido Bentivoglio, cardinale, arcivescovo cattolico e storico italiano († 1644)
- 1585 - Anna d'Asburgo, imperatrice († 1618)
- 1589 - Francesco Rondinelli, letterato e bibliotecario italiano († 1665)
- 1600 - Giovanni Paolo Oliva, gesuita italiano († 1681)
- 1600 - Domenico Pieratti, scultore italiano († 1656)

## XVII secolo(24)
- 1603 - Francesco Maria Fiorentini, medico, letterato e storico italiano († 1673)
- 1604 - Baccio del Bianco, pittore, architetto e scenografo italiano († 1656)
- 1604 - François Le Mercier, gesuita francese († 1690)
- 1607 - Francisco de Rojas Zorrilla, drammaturgo spagnolo († 1648)
- 1610 - Eustachio Divini, ottico e astronomo italiano († 1685)
- 1625 - Jacqueline Pascal, poetessa e religiosa francese († 1661)
- 1626 - Richard Cromwell, politico inglese († 1712)
- 1627 - Francisco Varo, monaco cristiano spagnolo († 1687)
- 1631 - Benjamin von Block, pittore tedesco († 1689)
- 1633 - Antonio Ulrico di Brunswick-Wolfenbüttel, nobile, scrittore e poeta tedesco († 1714)
- 1633 - Bernardino Ramazzini, medico, scienziato e scrittore italiano († 1714)
- 1641 - Silvio de' Cavalieri, arcivescovo cattolico e giurista italiano († 1717)
- 1655 - Franz Lothar von Schönborn, arcivescovo cattolico tedesco († 1729)
- 1657 - Francesco Solimena, pittore e architetto italiano († 1747)
- 1660 - Francesco Trivellini, pittore italiano († 1738)
- 1665 - Francesco Acquaviva d'Aragona, cardinale e arcivescovo cattolico italiano († 1725)
- 1672 - Jan Vroesen, avvocato e diplomatico olandese († 1725)
- 1678 - Friedrich Wilhelm von Grumbkow, politico e militare prussiano († 1739)
- 1685 - Costantino Vigilante, vescovo cattolico italiano († 1754)
- 1687 - Maria Maddalena Martinengo, religiosa e mistica italiana († 1737)
- 1694 - George Murray, generale scozzese († 1760)
- 1699 - Vieira Lusitano, pittore, illustratore e incisore portoghese († 1783)
- 1700 - Gregorio Maria Rocco, religioso italiano († 1782)
- 1700 - Anastasija Ivanovna Trubeckaja, nobildonna russa († 1755)

## XVIII secolo(52)
- 1701 - Francesco Felice Alberti di Enno, vescovo cattolico italiano († 1762)
- 1702 - Honoré-Armand de Villars, militare francese († 1770)
- 1705 - Giuseppe Maria Castelli, cardinale italiano († 1780)
- 1707 - Francesco Fontebasso, pittore italiano († 1769)
- 1708 - Antonio Francesco Vezzosi, presbitero e biografo italiano († 1783)
- 1712 - Andrea Tron, politico italiano († 1785)
- 1716 - James Lind, medico scozzese († 1794)
- 1718 - Giuseppe Angelo Maria Carron di San Tommaso, militare e politico italiano († 1796)
- 1718 - Giovanni Maria Riminaldi, cardinale italiano († 1789)
- 1720 - Giovanni Battista Piranesi, incisore e architetto italiano († 1778)
- 1723 - Nikolaus Poda von Neuhaus, entomologo austriaco († 1798)
- 1737 - Fanny di Beauharnais, nobildonna, scrittrice e poetessa francese († 1813)
- 1738 - Madame de Montesson, nobildonna francese († 1806)
- 1741 - Franciszek Karpiński, poeta polacco († 1825)
- 1741 - Edmond Malone, scrittore e saggista irlandese († 1812)
- 1744 - Hermanus Reijntjes, ammiraglio olandese († 1797)
- 1746 - Gioacchino de Gemmis, vescovo cattolico italiano († 1822)
- 1746 - Luigi Sucini, fantino italiano († 1824)
- 1747 - Nicola Popolizio, presbitero italiano († 1799)
- 1749 - Jean-Louis Duport, violoncellista e compositore francese († 1819)
- 1751 - Daniel Boëthius, filosofo svedese († 1810)
- 1753 - Anna Heinel, ballerina tedesca († 1808)
- 1754 - Caterina Jarrige, francese († 1836)
- 1754 - Louis Claude Marie Richard, botanico francese († 1821)
- 1756 - Candido Ceglia, presbitero e politico italiano
- 1759 - Antoine Arbogast, matematico francese († 1803)
- 1760 - Alexander Rudnay Divékújfalusi, cardinale e arcivescovo cattolico slovacco († 1831)
- 1761 - Moses Austin, imprenditore statunitense († 1821)
- 1763 - William Kerr, VI marchese di Lothian, nobile scozzese († 1824)
- 1765 - Franz Niklaus Zelger, condottiero e politico svizzero († 1821)
- 1766 - Giovanni Sergio, vescovo cattolico italiano († 1827)
- 1768 - Francisco José de Caldas, botanico e naturalista colombiano († 1816)
- 1769 - Aleksej Andreevič Arakčeev, generale, politico e nobile russo († 1834)
- 1770 - Louis-François Jauffret, educatore, poeta e avvocato francese († 1840)
- 1776 - Giovanni Battista Bellè, vescovo cattolico italiano († 1844)
- 1776 - Henri du Boishamon, ufficiale francese († 1846)
- 1776 - Antonio Tosti, cardinale italiano († 1866)
- 1779 - Augustin de Saint-Hilaire, botanico e esploratore francese († 1853)
- 1779 - Isaac Jacob Schmidt, orientalista olandese († 1847)
- 1780 - Giovanni Strambio, medico italiano († 1862)
- 1784 - Giovanni Emanuele Bidera, poeta e drammaturgo italiano († 1858)
- 1787 - François Guizot, politico e storico francese († 1874)
- 1793 - Bartolomeo Bona, politico italiano († 1876)
- 1793 - Gustav Kunze, entomologo e botanico tedesco († 1851)
- 1793 - Charles Pearson, politico inglese († 1862)
- 1795 - Francesco Vandelli, architetto e ingegnere italiano († 1856)
- 1796 - August Wilhelm Bach, organista e compositore tedesco († 1869)
- 1797 - Jeremias Gotthelf, scrittore svizzero († 1854)
- 1797 - Sof'ja Aleksandrovna Samojlova, nobildonna russa († 1866)
- 1797 - Félix Savary, astronomo e fisico francese († 1841)
- 1798 - Ange Paulin Terver, zoologo francese († 1875)
- 1799 - Vincent Priessnitz, medico ceco († 1851)

## XIX secolo(182)
- 1801 - Federico di Sassonia-Altenburg, principe († 1870)
- 1801 - Hector Horeau, architetto francese († 1872)
- 1802 - Adolphe Niel, generale francese († 1869)
- 1804 - Raffaele Conforti, politico e patriota italiano († 1880)
- 1804 - Francesco Saverio Verson, medico italiano († 1849)
- 1805 - Francesco Di Giovanni, politico italiano († 1889)
- 1805 - Julien de Mallian, drammaturgo francese († 1851)
- 1806 - Lorenzo Berzieri, medico italiano († 1888)
- 1806 - Johannes Müller, pittore svizzero († 1897)
- 1808 - Giovanni Battista Pioda, politico e militare svizzero († 1882)
- 1809 - Alberto di Prussia, principe e generale prussiano († 1872)
- 1809 - Giocondo Viglioli, pittore italiano († 1895)
- 1810 - Eliza Johnson, first lady statunitense († 1876)
- 1810 - Félix Pyat, politico, drammaturgo e giornalista francese († 1889)
- 1812 - Fanny Tacchinardi, soprano italiano († 1867)
- 1814 - Jean-François Millet, pittore francese († 1875)
- 1816 - Eugène Pottier, poeta e rivoluzionario francese († 1887)
- 1817 - August Hirsch, medico tedesco († 1894)
- 1818 - Francesco Crispi, politico e militare italiano († 1901)
- 1819 - Michele Ungaro, patriota, politico e magistrato italiano († 1890)
- 1822 - Rutherford B. Hayes, avvocato, politico e generale statunitense († 1893)
- 1825 - Francesco Ghiglieri, magistrato e politico italiano († 1902)
- 1826 - Augusta di Württemberg, nobile tedesca († 1898)
- 1827 - Leopold Fugger von Babenhausen, principe e politico tedesco († 1885)
- 1829 - Jacques Blumenthal, pianista e compositore tedesco († 1908)
- 1831 - Francesco Coccapieller, giornalista e politico italiano († 1901)
- 1832 - Giovanni Maria Damiani, militare e patriota italiano († 1908)
- 1833 - John Anderson, zoologo britannico († 1900)
- 1834 - Helen Lemmens-Sherrington, soprano inglese († 1906)
- 1835 - Clemente Althaus, poeta peruviano († 1881)
- 1835 - Mary Elizabeth Braddon, scrittrice inglese († 1915)
- 1835 - Grigorij Nikolaevič Potanin, esploratore, orientalista e etnografo russo († 1920)
- 1836 - Juliette Adam, scrittrice francese († 1936)
- 1836 - Piet Cronje, militare sudafricano († 1911)
- 1837 - Elizabeth Jane Gardner, pittrice statunitense († 1922)
- 1838 - Eugenio Checchi, scrittore e giornalista italiano († 1932)
- 1838 - Carlo Turi, ammiraglio e politico italiano († 1900)
- 1839 - Francesco Fogolla, missionario e vescovo cattolico italiano († 1900)
- 1839 - Francesco Pasta, attore italiano († 1905)
- 1840 - Cesare Airaghi, militare italiano († 1896)
- 1840 - Viktor Karlovič Knorre, astronomo russo († 1919)
- 1840 - Charles Lenepveu, compositore e insegnante francese († 1910)
- 1841 - Carlo Bodro, editore musicale e organista italiano
- 1841 - Prudente de Morais, avvocato e politico brasiliano († 1902)
- 1841 - Maria Sofia di Baviera, regina († 1925)
- 1843 - Maryam Sūltanah Danil Ghaţţas, religiosa palestinese († 1927)
- 1843 - Carlo Nicoli, scultore italiano († 1915)
- 1844 - Théophile Dufour, avvocato e storico svizzero († 1922)
- 1845 - Olindo Guerrini, poeta, scrittore e gastronomo italiano († 1916)
- 1847 - Louis-Henri Boussenard, scrittore francese († 1910)
- 1849 - Giovanni Faini, architetto italiano († 1928)
- 1849 - Deng Shichang, ammiraglio cinese († 1894)
- 1850 - Francisco de Assis Rosa e Silva, politico brasiliano († 1929)
- 1851 - Adolfo Brunicardi, ingegnere, giornalista e politico italiano († 1924)
- 1851 - Enrico Pini, avvocato, dirigente d'azienda e politico italiano († 1928)
- 1853 - Armando Palacio Valdés, scrittore e critico letterario spagnolo († 1938)
- 1854 - Michelangelo Schipa, scrittore e storico italiano († 1939)
- 1858 - Stjepan Sarkotić, generale austro-ungarico († 1939)
- 1859 - Clóvis Beviláqua, giurista brasiliano († 1944)
- 1859 - Vittorio Matteo Corcos, pittore italiano († 1933)
- 1859 - Francis J. Finn, scrittore e gesuita statunitense († 1928)
- 1859 - Sergej Vasilievič Maljutin, pittore, grafico e architetto russo († 1937)
- 1859 - Luigi Paris, politico italiano († 1936)
- 1860 - Sidney Paget, illustratore britannico († 1908)
- 1861 - Frederic Remington, pittore, illustratore e scultore statunitense († 1909)
- 1862 - Ferruccio Chemello, architetto italiano († 1943)
- 1862 - Nripendra Narayan, indiano († 1911)
- 1862 - Johanna Bonger, pittrice olandese († 1925)
- 1863 - Samuel Prescott Bush, imprenditore statunitense († 1948)
- 1864 - Eduardo Brettoni, vescovo cattolico italiano († 1945)
- 1864 - Tat'jana L'vovna Tolstaja, attivista russa († 1950)
- 1865 - Max Halbe, scrittore tedesco († 1944)
- 1866 - Evaristo Lucidi, cardinale italiano († 1929)
- 1867 - Albert Houtin, religioso e teologo francese († 1926)
- 1867 - Camillo Romano Avezzana, diplomatico e politico italiano († 1949)
- 1867 - Alexander Vasiliev, storico e insegnante russo († 1953)
- 1868 - Marcelo Torcuato de Alvear, politico argentino († 1942)
- 1868 - Francis Ernest Lloyd, biologo e botanico inglese († 1947)
- 1868 - Giuseppe Ferruccio Montesano, psicologo e psichiatra italiano († 1961)
- 1870 - Hisashi Kimura, astronomo giapponese († 1943)
- 1871 - John Hendley Barnhart, botanico e biografo statunitense († 1949)
- 1871 - Marcel Méran, velista francese († 1949)
- 1872 - Ernest Blood, allenatore di pallacanestro statunitense († 1955)
- 1872 - Ernest Fourneau, chimico e farmacologo francese († 1949)
- 1872 - Roger Keyes, ammiraglio britannico († 1945)
- 1872 - Auguste Marchais, maratoneta francese († 1952)
- 1872 - Daniele Napoletano, compositore italiano († 1943)
- 1873 - Eugenio Medea, medico e psichiatra italiano († 1967)
- 1874 - Franc Berneker, scultore sloveno († 1932)
- 1874 - Francesco Gurgo Salice, compositore, pianista e direttore di banda italiano († 1935)
- 1875 - Ernesto De Curtis, compositore italiano († 1937)
- 1875 - Michele Delle Donne, magistrato e politico italiano († 1975)
- 1875 - Ferruccio Mengaroni, ceramista italiano († 1925)
- 1876 - Edmond Wallace, schermidore francese († 1915)
- 1877 - Harry E. Aitken, produttore cinematografico statunitense († 1956)
- 1877 - François Denhaut, ingegnere e aviatore francese († 1952)
- 1877 - Mathilde Ludendorff, psichiatra tedesca († 1966)
- 1877 - Henriette Negrin, stilista francese († 1965)
- 1877 - Giacomo e Giovanni Battista Tocci, italiano
- 1878 - Michele Biancale, critico d'arte e storico dell'arte italiano († 1961)
- 1878 - Arthur Hopkins, regista, produttore teatrale e sceneggiatore statunitense († 1950)
- 1879 - Giovanni Agusta, pioniere dell'aviazione italiano († 1927)
- 1879 - Emilio Guarini, fisico e inventore italiano († 1953)
- 1880 - Vincenzo Bruzzese, pittore italiano († 1953)
- 1880 - Gurban Pirimov, musicista azero († 1965)
- 1880 - Damon Runyon, scrittore e giornalista statunitense († 1946)
- 1881 - George Aschenbrener, ginnasta e multiplista statunitense († 1952)
- 1881 - Walther von Brauchitsch, generale tedesco († 1948)
- 1881 - Anna Munro, attivista, politica e insegnante scozzese († 1962)
- 1881 - Henry Potter, golfista statunitense († 1955)
- 1881 - André Salmon, poeta francese († 1969)
- 1882 - Douglas Carruthers, esploratore e naturalista britannico († 1962)
- 1882 - Alfonso Del Drago Biscia Gentili, principe italiano († 1968)
- 1882 - Oskar Nørland, calciatore danese († 1941)
- 1883 - Bogdan Filov, politico e archeologo bulgaro († 1945)
- 1883 - Charles Healy, pallanuotista statunitense
- 1884 - Vittorio Cadel, pittore, poeta e scrittore italiano († 1917)
- 1884 - Félix Gouin, politico francese († 1977)
- 1884 - Halvard Hoff, attore e cantante norvegese († 1925)
- 1884 - Owen Moran, pugile inglese († 1949)
- 1884 - Cyril Wilkinson, hockeista su prato britannico († 1970)
- 1885 - Alfredo Armano, calciatore e arbitro di calcio italiano († 1965)
- 1885 - Harvey Clark, attore statunitense († 1938)
- 1885 - Dal Clawson, direttore della fotografia statunitense († 1937)
- 1885 - Gennaro Villani, pittore italiano († 1948)
- 1886 - Luis Alberni, attore spagnolo († 1962)
- 1886 - Erich Fellgiebel, generale tedesco († 1944)
- 1886 - Karl Jech, calciatore austriaco († 1957)
- 1886 - Victor André Laurent Eynac, politico francese († 1970)
- 1886 - Lennox Robinson, drammaturgo e poeta irlandese († 1958)
- 1886 - Tomás Romero Pereira, politico e militare paraguaiano († 1982)
- 1887 - Pietro Carnerini, scultore italiano († 1952)
- 1887 - Otto Granström, ginnasta finlandese († 1941)
- 1887 - Louise Pettibone Smith, biblista e traduttrice statunitense († 1981)
- 1887 - Pierre Taittinger, politico e imprenditore francese († 1965)
- 1888 - Jimmie Adams, attore statunitense († 1933)
- 1888 - Francesco Pantaleo Gabrieli, magistrato italiano († 1962)
- 1888 - Olof Ohlsson, calciatore svedese († 1962)
- 1888 - Friedrich Olbricht, generale tedesco († 1944)
- 1888 - Karl Tinzl, politico italiano († 1964)
- 1888 - Hugo Valentin, storico svedese († 1963)
- 1888 - Martin Åberg, pittore svedese († 1946)
- 1889 - Jack Kelly, canottiere e imprenditore statunitense († 1960)
- 1889 - Diego Venini, arcivescovo cattolico italiano († 1981)
- 1890 - Benjamin Harrison Freedman, politico statunitense († 1984)
- 1890 - Umberto Grosso, militare e marinaio italiano († 1941)
- 1891 - Francesco Cattalinich, canottiere italiano († 1976)
- 1891 - Henri Gaudier-Brzeska, scultore e pittore francese († 1915)
- 1891 - Pietro Marsich, giornalista italiano († 1928)
- 1891 - Guglielmo Scognamiglio, militare italiano († 1941)
- 1892 - Moisés Bensabat Amzalak, economista portoghese († 1978)
- 1892 - Kathryn Card, attrice statunitense († 1964)
- 1892 - Engelbert Dollfuß, politico austriaco († 1934)
- 1892 - Hermann Glauert, ingegnere britannico († 1934)
- 1892 - David A. Smart, critico letterario e giornalista statunitense († 1952)
- 1892 - Luis Trenker, regista, attore e alpinista italiano († 1990)
- 1893 - Giuseppe Catenacci, saggista, giornalista e politico italiano († 1975)
- 1893 - Francesco Ghezzi, anarchico e sindacalista italiano († 1942)
- 1893 - Stasys Girėnas, aviatore statunitense († 1933)
- 1893 - Raffaele Giua, carabiniere italiano († 1916)
- 1893 - Guenther Wachsmuth, saggista e esoterista tedesco († 1963)
- 1894 - Józef Beck, politico polacco († 1944)
- 1894 - Frans G. Bengtsson, scrittore, poeta e saggista svedese († 1954)
- 1895 - Giovanni Brunero, ciclista su strada italiano († 1934)
- 1895 - Buster Keaton, attore, comico e regista statunitense († 1966)
- 1895 - Richard Sorge, giornalista tedesco († 1944)
- 1895 - Milton Waldman, curatore editoriale statunitense († 1976)
- 1895 - Herbert van Blarcom Acker, pittore statunitense († 1977)
- 1896 - Giovanni Giuseppe Baldi, avvocato e politico italiano
- 1896 - Ida Frabboni, supercentenaria italiana († 2009)
- 1896 - Arturo Jelardi, politico e giornalista italiano († 1944)
- 1896 - Dorothy Lawrence, giornalista britannica († 1964)
- 1896 - Giovanni Palazzolo, politico e avvocato italiano († 1972)
- 1897 - Aleksandra Chochlova, attrice sovietica († 1985)
- 1898 - Emil Benecke, pallanuotista tedesco († 1945)
- 1898 - Mario Casetta, arbitro di calcio italiano
- 1898 - Ernő Vámos, calciatore ungherese († 1972)
- 1899 - Franz Jonas, sindacalista, politico e esperantista austriaco († 1974)
- 1899 - Kishan Singh di Bharatpur, indiano († 1929)
- 1899 - Gabino Sosa, calciatore argentino († 1971)
- 1900 - Lajos Lutz, calciatore e allenatore di calcio ungherese († 1964)
- 1900 - Nikolaj Vasil'evič Smirnov, matematico russo († 1966)

## XX secolo(870)
- 1901 - Adrian Bell, giornalista inglese († 1980)
- 1901 - Guido Cominotto, mezzofondista e velocista italiano († 1967)
- 1901 - Renée Lamberet, anarchica e storica francese († 1980)
- 1901 - Carroll Nye, attore statunitense († 1974)
- 1901 - Giorgio Pitacco, calciatore italiano
- 1903 - John Vincent Atanasoff, fisico e inventore statunitense († 1995)
- 1903 - Ilio Bosi, politico, partigiano e antifascista italiano († 1995)
- 1903 - Medard Boss, psicologo e psichiatra svizzero († 1990)
- 1903 - Ernst Kaltenbrunner, generale e criminale di guerra austriaco († 1946)
- 1903 - Paulus Rusch, vescovo cattolico e teologo tedesco († 1986)
- 1903 - Vera Pavlovna Stroeva, regista cinematografica sovietica († 1991)
- 1903 - Mauro Venegoni, politico e partigiano italiano († 1944)
- 1903 - Ferruccio Vignanelli, organista italiano († 1988)
- 1904 - Oreste Barale, allenatore di calcio e calciatore italiano († 1983)
- 1904 - Eando Binder, scrittore statunitense († 1966)
- 1904 - Vivaldo Fornaciari, calciatore italiano († 1990)
- 1904 - Slim Shoun, cestista statunitense († 1983)
- 1904 - Philip Van Zandt, attore e personaggio televisivo olandese († 1958)
- 1904 - Umberto Zanolla, allenatore di calcio italiano
- 1905 - Gaspar DiGregorio, criminale statunitense († 1970)
- 1905 - Giovanni Battista Fioretti, ufficiale italiano († 1943)
- 1905 - George Morrall, calciatore inglese († 1955)
- 1906 - Eitel Cantoni, pilota automobilistico uruguaiano († 1997)
- 1906 - Willis Gertsch, aracnologo statunitense († 1998)
- 1906 - György Kepes, designer ungherese († 2001)
- 1906 - Charles McGinnis, astista statunitense († 1995)
- 1906 - Angelo Piccaluga, allenatore di calcio e calciatore italiano († 1993)
- 1907 - Spirydion Albański, calciatore e allenatore di calcio polacco († 1992)
- 1907 - Alain Daniélou, storico delle religioni e orientalista francese († 1994)
- 1907 - Giacomo Della Mea, architetto italiano († 1968)
- 1907 - Giovanni Nizzi, calciatore italiano
- 1908 - Giuseppe De Luigi, pittore italiano († 1982)
- 1908 - Giuseppe Maina, calciatore italiano († 1942)
- 1908 - Petter Ravn, calciatore norvegese († 1985)
- 1908 - Lisa Resch, sciatrice alpina tedesca († 1949)
- 1908 - Gaetano Stammati, politico e dirigente pubblico italiano († 2002)
- 1909 - Filippo Asaro, politico italiano († 1986)
- 1909 - Sesto Rocchi, liutaio italiano († 1991)
- 1909 - James R. Webb, sceneggiatore e scrittore statunitense († 1974)
- 1910 - Frank Booth, nuotatore statunitense († 1980)
- 1910 - Selina Chönz, scrittrice svizzera († 2000)
- 1911 - Martin Matsbo, fondista e sciatore di pattuglia militare svedese († 2002)
- 1911 - Bas Paauwe, calciatore olandese († 1989)
- 1911 - Vittorio Pepoli, calciatore rumeno
- 1912 - Gennaro Auletta, presbitero, traduttore e scrittore italiano († 1981)
- 1912 - Bernard Chevallier, cavaliere francese († 1997)
- 1912 - Antonio Dalmau Rosich, religioso spagnolo († 1936)
- 1913 - Les Cunningham, hockeista su ghiaccio e allenatore di hockey su ghiaccio canadese († 1993)
- 1913 - Martial Célestin, politico haitiano († 2011)
- 1913 - H. W. Janson, storico dell'arte tedesco († 1982)
- 1913 - Luis Martín, cestista e dirigente sportivo argentino († 1996)
- 1913 - Egidio Turchi, calciatore e allenatore di calcio italiano († 1954)
- 1914 - Francesco Amodio, politico e avvocato italiano († 1992)
- 1914 - Gennaro Auricchio, imprenditore italiano († 2007)
- 1914 - Mario Ceriani, calciatore italiano
- 1914 - Carlo Francesco Gay, generale italiano († 1995)
- 1914 - John Larch, attore statunitense († 2005)
- 1914 - Tom Payne, attore, regista e sceneggiatore brasiliano († 1996)
- 1916 - Francine Bloch, musicologa francese († 2010)
- 1916 - Vitalij Lazarevič Ginzburg, fisico sovietico († 2009)
- 1916 - Anton Rupert, imprenditore sudafricano († 2006)
- 1916 - George Sidney, regista e produttore cinematografico statunitense († 2002)
- 1916 - Ladislav Šimůnek, calciatore cecoslovacco († 1969)
- 1917 - Luis Carniglia, calciatore e allenatore di calcio argentino († 2001)
- 1917 - Marv Harshman, allenatore di pallacanestro statunitense († 2013)
- 1917 - Roy M. Huffington, imprenditore e diplomatico statunitense († 2008)
- 1917 - Violeta Parra, cantautrice, poetessa e pittrice cilena († 1967)
- 1917 - Bill Wright, fumettista statunitense († 1984)
- 1918 - Giovanni Busani, calciatore e allenatore di calcio italiano († 1995)
- 1918 - Giovanni Cheli, cardinale e arcivescovo cattolico italiano († 2013)
- 1918 - Ken'ichi Fukui, chimico giapponese († 1998)
- 1918 - Pietro Pitrone, politico italiano († 1978)
- 1919 - Emilio Cuccu, politico italiano († 1994)
- 1919 - Joseph Marie Nguyễn Tùng Cương, vescovo cattolico vietnamita († 1999)
- 1919 - Bruno Porcelli, calciatore italiano
- 1919 - Eddie Riska, cestista e allenatore di pallacanestro statunitense († 1992)
- 1919 - Erich Schanko, calciatore tedesco († 2005)
- 1920 - Kurt Krüger, calciatore tedesco († 2003)
- 1920 - Luigi Scapuzzi, militare italiano († 1943)
- 1920 - Steve Seymour, giavellottista statunitense († 1973)
- 1920 - Gigi Stok, fisarmonicista, compositore e arrangiatore italiano († 2003)
- 1920 - Hermann Weißauer, chimico e compositore di scacchi tedesco († 2014)
- 1921 - Francesco Gianniti, giurista e umanista italiano († 2017)
- 1921 - Duane Grey, attore statunitense († 2001)
- 1921 - Argentina Hills, imprenditrice italiana
- 1921 - Aleksandr Kemurdžian, ingegnere aeronautico sovietico († 2003)
- 1921 - Francisco Morales Bermúdez, generale e politico peruviano († 2022)
- 1921 - James Poe, sceneggiatore statunitense († 1980)
- 1921 - Gianni Poggi, tenore italiano († 1989)
- 1921 - Pierre Riché, storico francese († 2019)
- 1921 - Kayo Wnorowski, cestista statunitense († 1998)
- 1921 - Claudio Zaro, calciatore italiano († 2001)
- 1922 - Gianna Beretta Molla, pediatra italiana († 1962)
- 1922 - Tosca Bucarelli, partigiana e antifascista italiana († 2000)
- 1923 - Charlton Heston, attore, regista e attivista statunitense († 2008)
- 1923 - Mafalda Molinari, imprenditrice e politica italiana († 2015)
- 1923 - Renzo Sclavi, politico italiano († 2018)
- 1924 - Maurice Karnaugh, informatico e ingegnere statunitense († 2022)
- 1925 - Marlen Chuciev, regista georgiano († 2019)
- 1925 - Nuccio Costa, conduttore televisivo italiano († 1991)
- 1925 - Giulio De Angelis, saggista e traduttore italiano († 2000)
- 1925 - Lars Glassér, canoista svedese († 1999)
- 1925 - Edmund Lyndeck, attore statunitense († 2015)
- 1925 - Richard Moore, regista e direttore della fotografia statunitense († 2009)
- 1925 - Guido Pasolini, partigiano italiano († 1945)
- 1925 - Franca Pieroni Bortolotti, storica italiana († 1985)
- 1925 - Giuseppe Sermonti, biologo e saggista italiano († 2018)
- 1925 - Fëdor Terent'ev, fondista sovietico († 1963)
- 1926 - Sergej Nefëdov, pallavolista sovietico († 2014)
- 1927 - Roberto Bussinello, pilota automobilistico italiano († 1999)
- 1927 - Franco Morozzo Della Rocca, magistrato italiano († 2018)
- 1927 - Eva Pawlik, pattinatrice artistica su ghiaccio austriaca († 1983)
- 1927 - Margaret Varner Bloss, ex tennista, giocatrice di badminton e giocatrice di squash statunitense
- 1928 - Giacomo Attolico, diplomatico italiano († 2020)
- 1928 - Margherita Isnardi Parente, filologa classica italiana († 2008)
- 1928 - Bob Scott, pilota automobilistico statunitense († 1954)
- 1928 - Jay Strongbow, wrestler statunitense († 2012)
- 1928 - Torben Ulrich, tennista danese († 2023)
- 1928 - Jorma Valkama, lunghista finlandese († 1962)
- 1929 - Scotty Beckett, attore statunitense († 1968)
- 1929 - Paolo Guaschino, ex calciatore italiano
- 1929 - Judith Jarvis Thomson, filosofa e scrittrice statunitense († 2020)
- 1929 - Jacqueline LaVine, nuotatrice statunitense († 2022)
- 1929 - Mario Rigo, politico italiano († 2019)
- 1929 - Leroy Van Dyke, cantante e chitarrista statunitense
- 1929 - Wolfgang Wenzel, astronomo tedesco († 2021)
- 1929 - Edgar de Picciotto, banchiere e imprenditore libanese († 2016)
- 1930 - Luciano Acquarone, maratoneta e mezzofondista italiano († 2024)
- 1930 - Italo Campanini, cestista italiano († 2007)
- 1930 - Erwin C. Dietrich, regista, produttore cinematografico e attore svizzero († 2018)
- 1930 - Svava Jakobsdóttir, scrittrice, drammaturga e politica islandese († 2004)
- 1930 - Emilio Lepetit, giocatore di baseball e dirigente sportivo italiano († 2020)
- 1930 - Giovanni Miserocchi, politico italiano († 1999)
- 1930 - Franco Murtas, politico italiano († 2019)
- 1930 - Norm Swanson, cestista statunitense († 2016)
- 1930 - Bill Wade, giocatore di football americano statunitense († 2016)
- 1930 - Yu Yang, attore cinese († 2025)
- 1931 - Thane Baker, ex velocista statunitense
- 1931 - Luigi Caligaris, militare e politico italiano († 2019)
- 1931 - João Galaz, ex calciatore portoghese
- 1931 - Giancarlo Garbelli, pugile italiano († 2013)
- 1931 - Roy Hartle, calciatore inglese († 2014)
- 1931 - Werner Israel, fisico canadese († 2022)
- 1931 - Jiang Yanyong, medico cinese († 2023)
- 1931 - Kees Kuijs, ex calciatore olandese
- 1931 - Stefano Menicacci, politico e avvocato italiano († 2023)
- 1931 - Richard Rorty, filosofo statunitense († 2007)
- 1931 - Giulio Santoro, chirurgo e paracadutista italiano († 2021)
- 1931 - Domenico Seren Gay, produttore discografico, paroliere e compositore italiano († 2003)
- 1931 - Romeu Tuma, politico brasiliano († 2010)
- 1931 - Igor' Volčok, allenatore di calcio e calciatore sovietico († 2016)
- 1931 - Bernard Woringer, attore francese († 2014)
- 1932 - Hong-Yee Chiu, astrofisico statunitense
- 1932 - Joaquín Cortizo, calciatore spagnolo († 2018)
- 1932 - Étienne Davignon, diplomatico, politico e dirigente d'azienda belga
- 1932 - Stan Dragoti, regista statunitense († 2018)
- 1932 - Felicia Farr, attrice e modella statunitense
- 1932 - Guido Macor, calciatore italiano († 2024)
- 1932 - Hal Patterson, giocatore di football americano statunitense († 2011)
- 1932 - Francesco Speranza, matematico italiano († 1998)
- 1933 - Wilf Carter, calciatore inglese († 2013)
- 1933 - Celestina Milani, glottologa italiana († 2016)
- 1933 - Jean Monbourquette, presbitero e psicologo canadese († 2011)
- 1933 - Germán Moreno, attore, comico e personaggio televisivo filippino († 2016)
- 1933 - Xiro Papas, attore e produttore cinematografico italiano († 1980)
- 1933 - Latinka Perović, politica e storica serba († 2022)
- 1933 - Miodrag Đurić, artista montenegrino († 2010)
- 1934 - Kanji Asanuma, pallanuotista giapponese
- 1934 - Marlies Dölle, cestista tedesca († 2025)
- 1934 - Sam Huff, giocatore di football americano statunitense († 2021)
- 1934 - Zbigniew Pietrzykowski, pugile e politico polacco († 2014)
- 1934 - Hub Reed, cestista statunitense († 2024)
- 1934 - Giovanni Tarello, giurista italiano († 1987)
- 1934 - Joe Williams, politico e medico cookese († 2020)
- 1935 - Eddie Applegate, attore televisivo statunitense († 2016)
- 1935 - Édouard Delberghe, ciclista su strada francese († 1994)
- 1935 - Anthony William Fairbank Edwards, statistico, genetista e biologo britannico
- 1935 - Jimmy Orr, giocatore di football americano statunitense († 2020)
- 1935 - Hamdī al-Banbī, politico e ingegnere egiziano († 2016)
- 1936 - Christopher Alexander, architetto austriaco († 2022)
- 1936 - Tulsidas Balaram, calciatore indiano († 2023)
- 1936 - Charlie Hurley, calciatore e allenatore di calcio irlandese († 2024)
- 1936 - Henry Kamen, storico britannico
- 1936 - Gianni Lommi, pugile italiano († 2013)
- 1936 - Franco Putzolu, illustratore e disegnatore italiano († 2011)
- 1936 - Hannu Salama, scrittore finlandese
- 1936 - Cosimo Scaglioso, politico e pedagogista italiano
- 1936 - Francesco Zoppetti, politico e operaio italiano
- 1937 - Jackie Collins, romanziera e attrice britannica († 2015)
- 1937 - Cataldo Gambino, calciatore italiano († 2021)
- 1937 - Gail Gilmore, ballerina e attrice canadese († 2014)
- 1937 - Walter Pontel, allenatore di calcio e calciatore italiano († 2003)
- 1937 - Franz Vranitzky, ex politico e ex cestista austriaco
- 1938 - George Farmer, ex slittinista statunitense
- 1938 - Aldo Mondino, artista italiano († 2005)
- 1938 - Willi Schulz, ex calciatore tedesco
- 1938 - Bob Wallace, ingegnere meccanico neozelandese († 2013)
- 1938 - Kurt Wüthrich, chimico e biofisico svizzero
- 1939 - Gene Anderson, wrestler statunitense († 1991)
- 1939 - Valér Banna, cestista ungherese († 2021)
- 1939 - Jean-François Laguionie, regista e scrittore francese
- 1939 - Henson Moore, politico statunitense
- 1939 - Nino Segurini, attore e produttore cinematografico italiano
- 1939 - Franciszek Sobczak, schermidore polacco († 2009)
- 1939 - Angelo Spanio, calciatore italiano († 1999)
- 1939 - Francisco Tatad, politico e giornalista filippino
- 1939 - Bernard Verley, attore francese
- 1940 - Renato Altissimo, politico e imprenditore italiano († 2015)
- 1940 - Barbara Henneberger, sciatrice alpina tedesca († 1964)
- 1940 - Flavia Lattanzi, giurista e giudice italiana
- 1940 - Alain Lombard, direttore d'orchestra francese
- 1940 - Silvio Marzolini, calciatore e allenatore di calcio argentino († 2020)
- 1940 - Juliet Mitchell, psicologa britannica
- 1940 - Vjačeslav Skomorochov, ostacolista sovietico († 1992)
- 1940 - Christopher Stone, attore statunitense († 1995)
- 1940 - Steve Swallow, bassista, contrabbassista e compositore statunitense
- 1940 - Francesco Vaccarone, pittore, scultore e incisore italiano († 2024)
- 1940 - Franco Zurlo, pugile italiano († 2018)
- 1941 - Karen Cushman, scrittrice statunitense
- 1941 - Elizabeth Eckford, attivista statunitense
- 1941 - Vincenzo Ferrari, artista italiano († 2012)
- 1941 - John Friedlander, matematico canadese
- 1941 - Néstor Osvaldo Gómez, giocatore di biliardo argentino († 2018)
- 1941 - Roberta Mazzoni, cantante italiana
- 1941 - Ian McKechnie, allenatore di calcio e calciatore scozzese († 2015)
- 1941 - Karl Oppitzhauser, ex pilota automobilistico austriaco
- 1941 - Herbert Pankau, calciatore tedesco orientale († 2025)
- 1941 - Anne Rice, scrittrice statunitense († 2021)
- 1941 - Yongyut Sangkagowit, ex calciatore thailandese
- 1941 - Zacharie Tshimanga Wa Tshibangu, storico e scrittore della Repubblica Democratica del Congo († 1985)
- 1941 - Jerrel Wilson, giocatore di football americano statunitense († 2005)
- 1941 - Robert Wilson, regista teatrale, drammaturgo e coreografo statunitense († 2025)
- 1942 - Francesco Carpenetti, ex calciatore italiano
- 1942 - Franco De Cecco, calciatore italiano († 2018)
- 1942 - Franco Gatti, cantante, musicista e compositore italiano († 2022)
- 1942 - Justo Gilberto, calciatore e allenatore di calcio spagnolo († 2012)
- 1942 - Irm Hermann, attrice tedesca († 2020)
- 1942 - Terry Mancini, ex calciatore irlandese
- 1942 - Carlo Mezzanotte, costituzionalista italiano († 2008)
- 1942 - Luciano Sambi, ex ciclista su strada italiano
- 1942 - Jóhanna Sigurðardóttir, politica islandese
- 1942 - Proinsias Stagg, attivista irlandese († 1976)
- 1943 - John Bindon, attore britannico († 1993)
- 1943 - Owen Davidson, tennista australiano († 2023)
- 1943 - Mick Jackson, regista e produttore televisivo britannico
- 1943 - Jānis Andris Osis, pittore e docente lettone († 2023)
- 1943 - Arnaldo Picchi, regista teatrale e drammaturgo italiano († 2006)
- 1943 - Buddy Roemer, politico e banchiere statunitense († 2021)
- 1943 - Jean-Cyril Spinetta, dirigente d'azienda francese
- 1943 - Carlo Valli, attore, doppiatore e direttore del doppiaggio italiano
- 1944 - Danilo Abbruciati, mafioso italiano († 1982)
- 1944 - Gabriella Del Grosso, matematica italiana († 1990)
- 1944 - Rocío Dúrcal, cantante e chitarrista spagnola († 2006)
- 1944 - Eddie Gomez, contrabbassista portoricano
- 1944 - Tony La Russa, ex giocatore di baseball e allenatore di baseball statunitense
- 1944 - John McFall, barone McFall di Alcluith, politico scozzese
- 1944 - Kate McGregor-Stewart, attrice statunitense
- 1944 - Valerij Porkujan, ex calciatore e allenatore di calcio sovietico
- 1944 - Martin Potter, attore britannico
- 1944 - José Luis Sagi-Vela, cestista spagnolo († 1991)
- 1945 - Clifton Davis, attore statunitense
- 1945 - Živa Kraus, pittrice e gallerista croata
- 1945 - Marcia Lucas, montatrice e produttrice cinematografica statunitense
- 1945 - Bo Ralph, linguista svedese
- 1946 - Donato Giuliani, ciclista su strada e dirigente sportivo italiano († 2025)
- 1946 - Chuck Hagel, politico e militare statunitense
- 1946 - Phil Hickerson, ex wrestler statunitense
- 1946 - Seinosuke Mitsuya, karateka giapponese
- 1946 - Michael Mullen, ammiraglio statunitense
- 1946 - Daniele Panebarco, fumettista italiano
- 1946 - Susan Sarandon, attrice statunitense
- 1946 - Francesco Speroni, politico italiano
- 1946 - Bridget St John, cantautrice britannica
- 1946 - Giuseppe Vallone, politico italiano
- 1947 - Julien Clerc, cantautore francese
- 1947 - Werther Cornieti, arbitro di calcio e dirigente sportivo italiano († 2012)
- 1947 - Valerio Eletti, illustratore, giornalista e saggista italiano
- 1947 - Jim Fielder, bassista statunitense
- 1947 - Nobuo Kawakami, ex calciatore giapponese
- 1947 - Ronnie Leahy, tastierista e compositore britannico
- 1947 - Stefan Persson, imprenditore svedese
- 1947 - Jannick Top, compositore, arrangiatore e bassista francese
- 1947 - Paolo Uggè, sindacalista e politico italiano
- 1947 - Paolo Vitelli, imprenditore e politico italiano († 2024)
- 1947 - Ann Widdecombe, politica, scrittrice e personaggio televisivo britannica
- 1948 - Engin Arık, fisica turca († 2007)
- 1948 - Roberto Baccaro, karateka e maestro di karate italiano
- 1948 - Giovanni Di Fonzo, politico italiano († 2023)
- 1948 - Roy Evans, ex calciatore e allenatore di calcio inglese
- 1948 - Linda McMahon, imprenditrice e politica statunitense
- 1948 - Duke Robillard, musicista statunitense
- 1948 - Rodolfo Sandoval, ex calciatore uruguaiano
- 1948 - Tom Webster, allenatore di hockey su ghiaccio e hockeista su ghiaccio canadese († 2020)
- 1948 - Dinko Žutelija, ex calciatore jugoslavo
- 1949 - Mike Adamle, ex giocatore di football americano statunitense
- 1949 - John Aler, tenore statunitense († 2022)
- 1949 - Armand Assante, attore statunitense
- 1949 - Albrecht von Boeselager, giurista e religioso tedesco
- 1949 - Luigi Bonino, danzatore e attore italiano
- 1949 - Antonello Cuccureddu, ex calciatore e allenatore di calcio italiano
- 1949 - Stephen Gyllenhaal, regista statunitense
- 1949 - Jean-Loup Hubert, regista e sceneggiatore francese
- 1949 - Zeke Lowe, batterista e compositore statunitense († 2020)
- 1949 - Anne Patterson, diplomatica statunitense
- 1949 - Francesco Perilli, artista italiano
- 1949 - Luis Sepúlveda, scrittore, giornalista e sceneggiatore cileno († 2020)
- 1949 - Brynn Thayer, attrice statunitense
- 1949 - Bob Town, ex cestista canadese
- 1949 - Giorgio Zito, cantautore, chitarrista e produttore discografico italiano († 2024)
- 1950 - Francisco Araiza, tenore messicano
- 1950 - Elżbieta Biesiekierska, cestista polacca († 2013)
- 1950 - Enrico Compagnoni, regista, giornalista e scrittore italiano
- 1950 - Alan Rosenberg, attore statunitense
- 1950 - Klaus Scheer, allenatore di calcio e ex calciatore tedesco
- 1950 - Giuseppe Vitucci, lottatore italiano († 2018)
- 1950 - Luana Zanella, politica italiana
- 1951 - Massimo Chiaventi, politico italiano († 1999)
- 1951 - Tana De Zulueta, politica italiana
- 1951 - Mark Demling, ex calciatore statunitense
- 1951 - Aad van den Hoek, ex ciclista su strada e dirigente sportivo olandese
- 1951 - Massimo Magnani, ex maratoneta italiano
- 1951 - Magda Maros, ex schermitrice ungherese
- 1951 - Truck Robinson, ex cestista e allenatore di pallacanestro statunitense
- 1951 - Norbert Sattler, canoista austriaco († 2023)
- 1951 - Kenneth Shelley, ex pattinatore artistico su ghiaccio statunitense
- 1951 - Giulio Silenzi, politico italiano
- 1951 - Atanas Šopov, ex sollevatore bulgaro
- 1952 - Angela Coughlan, nuotatrice canadese († 2009)
- 1952 - Anita DeFrantz, dirigente sportiva e ex canottiera statunitense
- 1952 - Antonello Fassari, attore italiano († 2025)
- 1952 - Benedetto Francesco Fucci, politico italiano
- 1952 - Doug Irvine, bassista e compositore britannico
- 1952 - Petkana Makaveeva, ex cestista bulgara
- 1952 - Bruno Marziano, politico italiano
- 1952 - Ramón Sanromán, ex calciatore spagnolo
- 1952 - Franco Volpi, filosofo e storico della filosofia italiano († 2009)
- 1952 - Joseph Werth, vescovo cattolico kazako
- 1953 - Ferruccio Berti, arciere italiano
- 1953 - Justin D'Ath, scrittore neozelandese
- 1953 - Christopher Fairbank, attore britannico
- 1953 - Steve Green, ex cestista statunitense
- 1953 - Tchéky Karyo, attore francese
- 1953 - Jim McElroy, ex cestista statunitense
- 1953 - Gil Moore, batterista e cantante canadese
- 1953 - Orazio Francesco Piazza, vescovo cattolico italiano
- 1953 - Elisabetta Viviani, attrice, cantante e conduttrice televisiva italiana
- 1953 - Andreas Vollenweider, arpista svizzero
- 1954 - Franco Bargelli, ex rugbista a 15 italiano
- 1954 - Roberto Parpaglioni, scrittore italiano († 2014)
- 1955 - Manny Andruszewski, ex calciatore inglese
- 1955 - Massimo Biscardi, musicista italiano
- 1955 - Branko Cikatić, kickboxer, thaiboxer e artista marziale misto croato († 2020)
- 1955 - Heinz Mariacher, arrampicatore e alpinista austriaco
- 1955 - Vojtěch Petr, cestista cecoslovacco († 2012)
- 1955 - Franco Picco, pilota motociclistico italiano
- 1955 - Paul Sayer, scrittore britannico
- 1955 - Jorge Valdano, dirigente sportivo, allenatore di calcio e ex calciatore argentino
- 1955 - Carmen Valero, mezzofondista spagnola († 2024)
- 1955 - Joe Vargas, ex pallanuotista statunitense
- 1956 - Luigi Amicone, giornalista, saggista e politico italiano († 2021)
- 1956 - Georgi Bliznaški, politico e giurista bulgaro
- 1956 - Hans van Breukelen, ex calciatore olandese
- 1956 - Ahmed Hachani, banchiere, giurista e politico tunisino
- 1956 - Bill Johnson, scrittore di fantascienza e giornalista statunitense († 2022)
- 1956 - Paolo Ruffini, giornalista italiano
- 1956 - Pierantonio Tremolada, vescovo cattolico e biblista italiano
- 1956 - Claudio Vagheggi, procuratore sportivo e ex calciatore italiano
- 1956 - Christoph Waltz, attore e regista austriaco
- 1956 - Bertil Wennergren, esperantista e batterista svedese
- 1957 - Michael Anthony, ex pugile guyanese
- 1957 - Antonio Cuomo, politico italiano
- 1957 - Bill Fagerbakke, attore e doppiatore statunitense
- 1957 - Yasuhiko Funago, politico giapponese
- 1957 - Livia Iannoni, ex modella italiana
- 1957 - Gregory Linteris, ex astronauta statunitense
- 1957 - Gabriel Malzaire, arcivescovo cattolico santaluciano
- 1957 - Gonçal Mayos Solsona, saggista e filosofo spagnolo
- 1957 - István Palkovics, ex calciatore ungherese
- 1957 - Russell Simmons, produttore discografico e imprenditore statunitense
- 1957 - Martin Vetterli, ingegnere svizzero
- 1957 - Umberto Vincenti, giurista italiano
- 1958 - Francesco Damiani, ex pugile italiano
- 1958 - Ned Luke, attore e doppiatore statunitense
- 1958 - Wendy Makkena, attrice statunitense
- 1958 - Larisa Cagaraeva, ex schermitrice sovietica
- 1958 - Emanuele Vezzoli, attore italiano
- 1959 - Claudio Brachino, giornalista, saggista e conduttore televisivo italiano
- 1959 - Ricardo Cardoso Guimarães, ex cestista e allenatore di pallacanestro brasiliano
- 1959 - Francesco De Angelis, politico italiano
- 1959 - Ugo Dighero, comico e attore italiano
- 1959 - Moses Effiong, calciatore nigeriano († 2025)
- 1959 - Valérie Fourneyron, politica francese
- 1959 - Chris Lowe, tastierista britannico
- 1959 - Patxi López, politico spagnolo
- 1959 - Klaus Maran, ex velista italiano
- 1959 - Sandy Marton, cantante e imprenditore croato
- 1960 - Francisco Alcaraz, ex calciatore e ex giocatore di calcio a 5 paraguaiano
- 1960 - Francesco Baccini, cantautore italiano
- 1960 - Ana Botín, imprenditrice e banchiere spagnola
- 1960 - Antonio De Poli, politico italiano
- 1960 - Bobby Fulton, ex wrestler statunitense
- 1960 - Jim Grandholm, ex cestista statunitense
- 1960 - Julie Hayek, modella e attrice statunitense
- 1960 - Priscilla Hill, pattinatrice artistica su ghiaccio statunitense
- 1960 - Peter Holmberg, velista americo-verginiano
- 1960 - Annabelle Lanyon, attrice inglese
- 1960 - Mauro Michielon, politico italiano
- 1960 - Henry Worsley, militare e esploratore britannico († 2016)
- 1961 - Juan Francisco Ordóñez, chitarrista e compositore dominicano
- 1961 - Jon Secada, cantante e compositore cubano
- 1961 - Kazuki Takahashi, fumettista giapponese († 2022)
- 1961 - Zoran Vulić, allenatore di calcio e ex calciatore croato
- 1962 - Bruno Castlunger, ex sciatore alpino italiano
- 1962 - Francesca Cilluffo, notaia e politica italiana
- 1962 - Tullio Cortinovis, ex ciclista su strada italiano
- 1962 - Donatella Fanfani, doppiatrice e direttrice del doppiaggio italiana
- 1962 - Stefania Felicioli, attrice teatrale e regista teatrale italiana
- 1962 - Francisco Javier Iruarrizaga, ex calciatore spagnolo
- 1962 - Marc Minkowski, direttore d'orchestra e fagottista francese
- 1962 - Mike Norris, attore, produttore cinematografico e sceneggiatore statunitense
- 1962 - Tim Palmer, tastierista, produttore discografico e tecnico del suono britannico
- 1962 - Ángel Pedraza, allenatore di calcio e calciatore spagnolo († 2011)
- 1962 - Jean-Luc Sassus, calciatore francese († 2015)
- 1962 - Ivan Verberckt, ex cestista belga
- 1962 - José Couceiro, allenatore di calcio e ex calciatore portoghese
- 1963 - Mark Alford, politico e giornalista statunitense
- 1963 - A.C. Green, ex cestista statunitense
- 1963 - Mike Schad, ex giocatore di football americano canadese
- 1963 - Roger Thun, ex sciatore alpino norvegese
- 1963 - Michael Tommy, ex sciatore alpino canadese
- 1963 - Thomas Wolter, allenatore di calcio e ex calciatore tedesco
- 1964 - Andrea Bermond, ex schermidore italiano
- 1964 - Matthew Cetlinski, ex nuotatore statunitense
- 1964 - Roberto Chiti, allenatore di calcio e ex calciatore italiano
- 1964 - Davide Cocchi, regista e sceneggiatore italiano
- 1964 - Lucilla Giagnoni, attrice, sceneggiatrice e autrice televisiva italiana
- 1964 - Francis Magalona, rapper, cantautore e attore filippino († 2009)
- 1964 - Colin Miller, allenatore di calcio e ex calciatore canadese
- 1964 - Yvonne Murray, ex mezzofondista britannica
- 1964 - Monika Ritz, ex schermitrice tedesca
- 1965 - Viktorija Burenok, ex cestista ucraina
- 1965 - Franca Fiacconi, ex maratoneta e ultramaratoneta italiana
- 1965 - Attilio Gregori, allenatore di calcio e ex calciatore italiano
- 1965 - Þorgerður Katrín Gunnarsdóttir, politica islandese
- 1965 - Evgenij Kasperskij, informatico russo
- 1965 - John Melendez, personaggio televisivo statunitense
- 1965 - Michiko Neya, doppiatrice giapponese
- 1965 - Orlin Norris, ex pugile statunitense
- 1965 - Pippo Russo, sociologo, saggista e giornalista italiano
- 1965 - Vittorio Francesco Viola, arcivescovo cattolico italiano
- 1965 - Micky Ward, ex pugile statunitense
- 1965 - Rieko Yoshihara, scrittrice giapponese
- 1966 - Nick Brandt, fotografo britannico
- 1966 - John van den Brom, allenatore di calcio, dirigente sportivo e ex calciatore olandese
- 1966 - Federico D'Elía, attore televisivo argentino
- 1966 - Giuseppe De Gaetano, ex marciatore italiano
- 1966 - Zoltan Kadar, allenatore di calcio e ex calciatore rumeno
- 1966 - Warren Spink, ex calciatore e ex giocatore di calcio a 5 australiano
- 1966 - Hiroko Tanabe, ex cestista giapponese
- 1966 - Monica Vullo, regista italiana
- 1967 - Francesco Benigno, attore e regista italiano
- 1967 - Vicky Bullett, ex cestista statunitense
- 1967 - Ekin Cheng, cantante e attore cinese
- 1967 - Marius Cheregi, ex calciatore rumeno
- 1967 - Vanessa Daou, cantante americo-verginiana
- 1967 - Nick Green, canottiere australiano
- 1967 - Torsten Kracht, ex calciatore tedesco orientale
- 1967 - Liev Schreiber, attore, sceneggiatore e regista statunitense
- 1967 - Jun Suzuki, allenatore di calcio e ex calciatore giapponese
- 1968 - Beverley Allitt, serial killer britannica
- 1968 - Danilo Baltierra, ex calciatore uruguaiano
- 1968 - Rachid El Basir, ex mezzofondista marocchino
- 1968 - Thompson Oliha, calciatore nigeriano († 2013)
- 1968 - Vəli Qasımov, allenatore di calcio e ex calciatore azero
- 1968 - Alberto Vianini, ex cestista italiano
- 1968 - Dirk Serries, compositore belga
- 1969 - Alex Bapela, allenatore di calcio e ex calciatore sudafricano
- 1969 - Abraham Benrubi, attore statunitense
- 1969 - Gil Cates Jr., attore e regista statunitense
- 1969 - Sonja Henning, ex cestista statunitense
- 1969 - Thomas Søndergård, direttore d'orchestra danese
- 1970 - Wilfredo Alvarado, ex calciatore venezuelano
- 1970 - Geoffrey Fletcher, sceneggiatore e regista statunitense
- 1970 - Futoshi Ikeda, allenatore di calcio e ex calciatore giapponese
- 1970 - Ol'ga Kuzenkova, ex martellista russa
- 1970 - Elvis Martínez, ex calciatore venezuelano
- 1970 - Khamis Saad Mubarak, ex calciatore emiratino
- 1970 - Heidi Newfield, cantautrice statunitense
- 1970 - Martin Vaniak, ex calciatore ceco
- 1970 - Zdravko Zdravkov, ex calciatore bulgaro
- 1970 - Fabio Zenoni, attore belga
- 1971 - Tash Aw, scrittore malese
- 1971 - BT, cantautore, disc jockey e musicista statunitense
- 1971 - Juan Pablo Barbosa, schermidore argentino
- 1971 - Friderika Bayer, cantante ungherese
- 1971 - Valerij Esipov, allenatore di calcio e ex calciatore russo
- 1971 - Knut Anders Fostervold, ex ciclista su strada e ex calciatore norvegese
- 1971 - Toshiya Fujita, ex calciatore giapponese
- 1971 - Hiroyuki Imaishi, animatore e regista giapponese
- 1971 - Nicolás Moliterno, allenatore di calcio a 5 e ex giocatore di calcio a 5 uruguaiano
- 1971 - Carlos Tejas, ex calciatore cileno
- 1971 - Pablo Trapero, regista, sceneggiatore e produttore cinematografico argentino
- 1971 - Laura Zuccheri, fumettista e disegnatrice italiana
- 1971 - Hoyte van Hoytema, direttore della fotografia olandese
- 1972 - Cut Chemist, disc jockey e produttore discografico statunitense
- 1972 - Wendy Fitzwilliam, modella trinidadiana
- 1972 - Nicola Fratoianni, politico italiano
- 1972 - Denis Marti, ex attore pornografico italiano
- 1972 - Christophe Sanchez, ex calciatore francese
- 1972 - Natal'ja Šarova, ex velocista russa
- 1972 - Joanna Stone, ex giavellottista australiana
- 1972 - Kurt Thomas, ex cestista e allenatore di pallacanestro statunitense
- 1973 - Abyss, wrestler statunitense
- 1973 - Martin Cattalini, ex cestista australiano
- 1973 - Lilja Dögg Alfreðsdóttir, politica islandese
- 1973 - Dennis Gansel, regista tedesco
- 1973 - Jason Gasperoni, ex sciatore alpino sammarinese
- 1973 - Luca Negri, ex canoista italiano
- 1973 - Thomas Reis, allenatore di calcio e ex calciatore tedesco
- 1973 - Peter Sørensen, allenatore di calcio e ex calciatore danese
- 1973 - Takagi, disc jockey e produttore discografico italiano
- 1973 - M. Ward, cantautore e produttore discografico statunitense
- 1973 - Yukari Yoshihara, giocatrice di go giapponese
- 1973 - Alessandro Zan, politico e attivista italiano
- 1974 - Mafalda Arnauth, cantante portoghese
- 1974 - Jorge Banguero, ex calciatore colombiano
- 1974 - Davide Baruffi, politico italiano
- 1974 - Stefano Cappellini, giornalista e autore televisivo italiano
- 1974 - Jonny Clayton, giocatore di freccette gallese
- 1974 - Alejandro Cárdenas, ex velocista e multiplista messicano
- 1974 - Paco León, attore, regista e sceneggiatore spagnolo
- 1974 - Valentin Năstase, ex calciatore rumeno
- 1974 - Santiago Ondo, ex calciatore gabonese
- 1975 - Ermanno Ioriatti, pattinatore di velocità su ghiaccio italiano
- 1975 - Reggie Lee, attore statunitense
- 1975 - Cristiano Lucarelli, allenatore di calcio e ex calciatore italiano
- 1975 - Alessandro Mancini, politico sammarinese
- 1975 - Gianfranco Sibello, velista italiano
- 1975 - Liz Tigelaar, sceneggiatrice, produttrice televisiva e scrittrice statunitense
- 1975 - Vasilij Žbogar, velista sloveno
- 1976 - Mauro Camoranesi, allenatore di calcio e ex calciatore argentino
- 1976 - Christian Cantamessa, autore di videogiochi, scrittore e regista italiano
- 1976 - Claudisabel, cantante portoghese († 2022)
- 1976 - Amr Fahim, ex calciatore egiziano
- 1976 - Owen Heary, allenatore di calcio e ex calciatore irlandese
- 1976 - Danilo Ikodinović, ex pallanuotista serbo
- 1976 - Clarisse Machanguana, ex cestista mozambicana
- 1976 - Cristiano Roland, allenatore di calcio e ex calciatore brasiliano
- 1976 - Emi Sakura, wrestler giapponese
- 1976 - Norihisa Shimizu, ex calciatore giapponese
- 1976 - Alicia Silverstone, attrice statunitense
- 1976 - Ueli Steck, alpinista e arrampicatore svizzero († 2017)
- 1976 - Žydrūnas Urbonas, allenatore di pallacanestro e ex cestista lituano
- 1976 - Valerio Vigliar, compositore, pianista e cantante italiano
- 1977 - Serge Dié, ex calciatore ivoriano
- 1977 - Peter Hanson, golfista svedese
- 1977 - Janette Hargin, ex sciatrice alpina svedese
- 1977 - Ana Johnsson, cantante svedese
- 1977 - Bartłomiej Macieja, scacchista polacco
- 1977 - Mauro Morri, ex cestista italiano
- 1977 - Richard Reed Parry, musicista, polistrumentista e compositore canadese
- 1977 - Francesco Scuderi, ex velocista italiano
- 1977 - Najat Vallaud-Belkacem, politica francese
- 1978 - Soha Ali Khan, attrice indiana
- 1978 - Haluk Bayraktar, dirigente d'azienda turco
- 1978 - Henrich Benčík, ex calciatore slovacco
- 1978 - Alberto Busnari, ex ginnasta e militare italiano
- 1978 - Garrett Camp, imprenditore canadese
- 1978 - Dana Davis, attrice e doppiatrice statunitense
- 1978 - Phillip Glasser, attore e produttore cinematografico statunitense
- 1978 - Go Soo, attore sudcoreano
- 1978 - Alexander Herr, ex saltatore con gli sci tedesco
- 1978 - Vladimir Jerónimo, ex cestista angolano
- 1978 - Alfonso Pinto, pugile italiano
- 1978 - Mahamadou Sidibé, ex calciatore maliano
- 1978 - Pace Wu, modella, attrice e cantante taiwanese
- 1979 - Caitríona Balfe, attrice e supermodella irlandese
- 1979 - Brandon Barash, attore statunitense
- 1979 - Edgar Daniel González Brítez, ex calciatore paraguaiano
- 1979 - Andre Horton, ex sciatore alpino statunitense
- 1979 - Daniel Huss, allenatore di calcio e ex calciatore lussemburghese
- 1979 - Julia Jung, ex nuotatrice tedesca
- 1979 - Takahiro Kawamura, ex calciatore giapponese
- 1979 - Gail Kelly, ex sciatrice alpina canadese
- 1979 - Rachael Leigh Cook, attrice statunitense
- 1979 - Björn Phau, ex tennista tedesco
- 1979 - Flávia Roberta Francelino Prado, ex cestista brasiliana
- 1979 - Krisztián Timár, allenatore di calcio e ex calciatore ungherese
- 1980 - Valentina Acca, attrice italiana
- 1980 - Me'Lisa Barber, velocista statunitense
- 1980 - Mikele Barber, velocista statunitense
- 1980 - Naruki Doi, wrestler giapponese
- 1980 - Lavalu Fatu, ex calciatore samoano americano
- 1980 - Giovanni Federico, ex calciatore tedesco
- 1980 - Sarah Fisher, pilota automobilistica statunitense
- 1980 - Mellisa Hollingsworth, skeletonista canadese
- 1980 - Brian Jackson, ex cestista statunitense
- 1980 - James Jones, dirigente sportivo e ex cestista statunitense
- 1980 - Joe Kennedy III, politico statunitense
- 1980 - Natal'ja Korostelëva, ex fondista russa
- 1980 - Ahmed Madouni, ex calciatore algerino
- 1980 - Torsten Mattuschka, allenatore di calcio e ex calciatore tedesco
- 1980 - Nick Mohammed, attore e comico britannico
- 1980 - Iuliana Nucu, pallavolista rumena
- 1980 - Lucian Piane, compositore statunitense
- 1980 - Matthew Rauch, attore statunitense
- 1980 - Tomáš Rosický, dirigente sportivo e ex calciatore ceco
- 1980 - Cristian Javier Simari Birkner, sciatore alpino argentino
- 1980 - Morgan Spector, attore statunitense
- 1980 - Jimmy Workman, attore statunitense
- 1981 - Alan John Bennett, ex calciatore irlandese
- 1981 - Noel Felix, ex cestista statunitense
- 1981 - Iván Márquez, pallavolista venezuelano
- 1981 - Lionel Mathis, ex calciatore francese
- 1981 - Sarah Siegelaar, canottiera olandese
- 1981 - Justin Williams, hockeista su ghiaccio canadese
- 1982 - Jon Ashton, ex calciatore inglese
- 1982 - Grégory Christ, ex calciatore francese
- 1982 - Jovan Damjanović, allenatore di calcio e ex calciatore serbo
- 1982 - Aboubaka Fofana, ex calciatore francese
- 1982 - Omer Golan, ex calciatore israeliano
- 1982 - Takashi Kitano, ex calciatore giapponese
- 1982 - Ilhan Omar, politica somala
- 1982 - Ophelia Pastrana, attivista, comica e economista colombiana
- 1982 - Martin Prokop, pilota di rally ceco
- 1982 - Xue Yuyang, ex cestista cinese
- 1983 - Michael Barrantes, calciatore e ex giocatore di calcio a 5 costaricano
- 1983 - Gevorg Davtian, sollevatore armeno
- 1983 - Vicky Krieps, attrice lussemburghese
- 1983 - Fernando López Miras, politico e avvocato spagnolo
- 1983 - Ai Maeda, attrice e cantante giapponese
- 1983 - Maksim Mokrousov, bobbista russo
- 1983 - Marios Nikolaou, ex calciatore cipriota
- 1983 - Sinn Sage, attrice pornografica statunitense
- 1983 - Kurt Suzuki, giocatore di baseball statunitense
- 1983 - Tatsuya Ueda, cantautore, attore e conduttore televisivo giapponese
- 1983 - Tatsunori Yamagata, ex calciatore giapponese
- 1983 - Éamon Zayed, ex calciatore irlandese
- 1984 - Javier Fernández Cabrera, allenatore di calcio spagnolo
- 1984 - Dmitrij Chomič, ex calciatore russo
- 1984 - Alexis Davis, artista marziale misto canadese
- 1984 - Jean-Paul Eale Lutula, calciatore ruandese
- 1984 - Ian Evans, ex rugbista a 15 britannico
- 1984 - Fábio Ferreira da Silva, ex calciatore brasiliano
- 1984 - Lena Katina, cantante, musicista e attrice russa
- 1984 - Gerard Kearns, attore britannico
- 1984 - Petri Kontiola, hockeista su ghiaccio finlandese
- 1984 - Imoro Lukman, ex calciatore ghanese
- 1984 - János Lázok, ex calciatore ungherese
- 1984 - Nadine Masshardt, politica svizzera
- 1984 - Rachel McDowall, attrice inglese
- 1984 - Irak'li Modebadze, ex calciatore georgiano
- 1984 - Francesco Montanari, attore italiano
- 1984 - Chirine Njeim, maratoneta e ex sciatrice alpina libanese
- 1984 - Álvaro Parente, pilota automobilistico portoghese
- 1984 - Will Theakston, attore inglese
- 1984 - Karolina Tymińska, multiplista polacca
- 1984 - Adewale Wahab, ex calciatore nigeriano
- 1985 - George Fabio Biagi, ex rugbista a 15 italiano
- 1985 - Izair Emini, ex calciatore macedone
- 1985 - Joseba Garmendia, ex calciatore spagnolo
- 1985 - Federico Gorrieri, velocista, lunghista e triplista sammarinese
- 1985 - Māris Gulbis, cestista lettone
- 1985 - Gunnar Þór Gunnarsson, ex calciatore islandese
- 1985 - Biurakn Hakhverdian, pallanuotista olandese
- 1985 - Slavko Kalezić, cantante montenegrino
- 1985 - DeWayne Lewis, ex giocatore di football americano statunitense
- 1985 - Milan Lukač, calciatore serbo
- 1985 - Ré, giocatore di calcio a 5 portoghese
- 1985 - Debora Seilhamer, ex pallavolista portoricana
- 1985 - Shontelle, cantante barbadiana
- 1985 - Julien Simon, ex ciclista su strada francese
- 1985 - Damir Vrančić, ex calciatore bosniaco
- 1985 - Zhang Dan, ex pattinatrice artistica su ghiaccio cinese
- 1986 - Nisha Adhikari, attrice e modella nepalese
- 1986 - Gérald Dondon, calciatore francese
- 1986 - Stephen Fife, giocatore di baseball statunitense
- 1986 - Sara Forestier, attrice francese
- 1986 - Giacomo Fundarò, giocatore di poker italiano
- 1986 - Shin Yung-suk, pallavolista sudcoreano
- 1986 - Stanislav Šimin, pallavolista serbo
- 1986 - Simon Sjödin, nuotatore svedese
- 1986 - Lauren Underwood, politica statunitense
- 1986 - Nina Vislova, giocatrice di badminton russa
- 1986 - Yuridia, cantante messicana
- 1987 - Daniel Anthony, attore britannico
- 1987 - Fabio Badraun, bobbista svizzero
- 1987 - Jan Hochscheidt, ex calciatore tedesco
- 1987 - Rawez Lawan, ex calciatore e allenatore di calcio svedese
- 1987 - Justin Morrow, dirigente sportivo e ex calciatore statunitense
- 1987 - Nemanja Pejčinović, ex calciatore serbo
- 1987 - Suelen Pinto, pallavolista brasiliana
- 1987 - Dario Ramacciotti, giocatore di beach soccer e ex calciatore italiano
- 1987 - Bianca Rivera, ex pallavolista portoricana
- 1987 - Ribair Rodríguez, ex calciatore uruguaiano
- 1987 - Ryan Shawcross, allenatore di calcio e ex calciatore inglese
- 1987 - Atomu Tanaka, calciatore giapponese
- 1987 - Paul Taylor, calciatore inglese
- 1987 - Marina Weisband, politica tedesca
- 1988 - Revaz Barabadze, ex calciatore georgiano
- 1988 - Melissa Benoist, attrice statunitense
- 1988 - Caner Erkin, calciatore turco
- 1988 - Kim Yu-bin, cantante, rapper e modella sudcoreana
- 1988 - Erik Koch, artista marziale misto statunitense
- 1988 - Owen Marecic, giocatore di football americano statunitense
- 1988 - Renato Ribeiro Calixto, calciatore brasiliano
- 1988 - Derrick Rose, ex cestista statunitense
- 1988 - Magdaléna Rybáriková, ex tennista slovacca
- 1988 - Halldór Smári Sigurðsson, ex calciatore islandese
- 1988 - Manuel Volpi, arbitro di calcio italiano
- 1988 - Yun Young-sun, ex calciatore sudcoreano
- 1989 - Sarp Bozkurt, attore turco
- 1989 - Carlon Brown, ex cestista statunitense
- 1989 - Pratik Chowdhary, calciatore indiano
- 1989 - Ramón Folch, calciatore spagnolo
- 1989 - Gashi, rapper libico
- 1989 - Janislav Gerčev, judoka bulgaro
- 1989 - Assis Giovanaz, calciatore brasiliano
- 1989 - Khaled Al-Senani, calciatore emiratino
- 1989 - Dakota Johnson, attrice e modella statunitense
- 1989 - Lil Mama, rapper, attrice e ballerina statunitense
- 1989 - Rich Homie Quan, rapper e cantante statunitense († 2024)
- 1989 - Kimmie Meissner, ex pattinatrice artistica su ghiaccio statunitense
- 1989 - Haley Nemra, ex mezzofondista statunitense
- 1989 - Evan Patros, giocatore di calcio a 5 e calciatore norvegese
- 1989 - Viktoria Rebensburg, ex sciatrice alpina tedesca
- 1989 - Rihwa, cantautrice giapponese
- 1989 - Ramilton Jorge Santos do Rosário, calciatore capoverdiano
- 1989 - Vieux Sané, ex calciatore senegalese
- 1989 - Filip Serečin, calciatore slovacco
- 1989 - Stacey Solomon, cantante e personaggio televisivo britannica
- 1989 - Colleen Ward, ex pallavolista statunitense
- 1989 - Tessa Worley, ex sciatrice alpina francese
- 1990 - Amara La Negra, cantante, attrice e personaggio televisivo statunitense
- 1990 - Stelios Dīmītriou, calciatore cipriota
- 1990 - David Fales, giocatore di football americano statunitense
- 1990 - Hovhannes Hambarjowmyan, calciatore armeno
- 1990 - Christoph Harting, discobolo tedesco
- 1990 - Marek Hlinka, calciatore slovacco
- 1990 - Brent Kallman, calciatore statunitense
- 1990 - Kévin Klinkenberg, pallavolista belga
- 1990 - Li Hang, giocatore di snooker cinese
- 1990 - Barkevious Mingo, giocatore di football americano statunitense
- 1990 - Nela Pocisková, cantante slovacca
- 1990 - Donald Rapo, ex calciatore albanese
- 1990 - Wellington Rocha, ex calciatore brasiliano
- 1990 - Sergej Šubenkov, ostacolista russo
- 1990 - Charlotte Wakefield, attrice e cantante inglese
- 1990 - David Wheeler, calciatore inglese
- 1991 - Agostina Burani, cestista argentina
- 1991 - Natasha David, ex cestista argentina
- 1991 - Taufic Guarch, calciatore messicano
- 1991 - Stefan Gölles, calciatore austriaco
- 1991 - Shunsuke Kikuchi, calciatore giapponese
- 1991 - Thomas Koechlin, canoista svizzero
- 1991 - Thijmen Kupers, mezzofondista olandese
- 1991 - Michail Levašov, calciatore russo
- 1991 - Alyssa Longo, ex pallavolista statunitense
- 1991 - Júlia Németh, calciatrice ungherese
- 1991 - Rüstəm Orucov, judoka azero
- 1991 - Erik Sviatchenko, calciatore danese
- 1991 - Nikola Vasić, calciatore svedese
- 1991 - Lucas Villafáñez, calciatore argentino
- 1991 - Yoshito Watabe, combinatista nordico giapponese
- 1991 - Irina Zarjažko, pallavolista russa
- 1992 - Emre Akbaba, calciatore turco
- 1992 - Génesis Collazo, pallavolista portoricana
- 1992 - Courtney Felinski, pallavolista statunitense
- 1992 - Folcast, cantautore italiano
- 1992 - Gerson Vieira, calciatore brasiliano
- 1992 - Eslam Hamad, pentatleta egiziano
- 1992 - Rupi Kaur, poetessa, scrittrice e illustratrice canadese
- 1992 - Cynthia Mascitto, pattinatrice di short track italiana
- 1992 - Marcus Roberson, giocatore di football americano statunitense
- 1992 - Eleonora Salamon, calciatrice italiana
- 1992 - Khagendra Thapa Magar, nepalese († 2020)
- 1992 - Zhang Xiaoya, pallavolista cinese
- 1993 - Allan Banegas, calciatore honduregno
- 1993 - Louis Bostyn, calciatore belga
- 1993 - Gioele Celerino, rugbista a 13 e ex rugbista a 15 italiano
- 1993 - Nasser Chamed, calciatore francese
- 1993 - Chan Man, calciatore macaense
- 1993 - Gao Jialing, pallavolista cinese
- 1993 - Žan Grošelj, ex sciatore alpino sloveno
- 1993 - Duke Lacroix, calciatore statunitense
- 1993 - Aiden O'Brien, calciatore irlandese
- 1993 - Park Yeon-mi, attivista nordcoreana
- 1993 - Marquinhos Pedroso, calciatore brasiliano
- 1993 - Atthaphan Phunsawat, attore e conduttore televisivo thailandese
- 1993 - Lucas Reiber, attore tedesco
- 1993 - Albion Vrenezi, calciatore kosovaro
- 1993 - Alina Vuc, lottatrice rumena
- 1994 - Sarah Aarons, cantautrice australiana
- 1994 - Elizabeth Bird, siepista britannica
- 1994 - Valdívia, calciatore brasiliano
- 1994 - Markus Hoelgaard, ciclista su strada norvegese
- 1994 - Elena López, ginnasta spagnola
- 1994 - Sabrina Maier, ex sciatrice alpina austriaca
- 1994 - Jacob Mampuya, cestista tedesco
- 1994 - Sven Thorgren, snowboarder svedese
- 1994 - Evgenija Zacharova, pattinatrice di short track russa
- 1995 - Hanna Ardéhn, attrice svedese
- 1995 - Gord Bamford, cantante australiano
- 1995 - Robert Darbinyan, calciatore russo
- 1995 - Kenny Clark, giocatore di football americano statunitense
- 1995 - Jordan Flores, calciatore inglese
- 1995 - Mikolas Josef, cantautore e ex modello ceco
- 1995 - Ralf Mackenbach, cantante, ballerino e fisico olandese
- 1995 - Giangiacomo Magnani, calciatore italiano
- 1995 - Milan Makarić, calciatore serbo
- 1995 - Michael Ohana, calciatore israeliano
- 1995 - Michał Paluta, ex ciclista su strada polacco
- 1995 - Jabrill Peppers, giocatore di football americano statunitense
- 1995 - Caitlyn Shadbolt, cantante australiana
- 1995 - Zoran Švonja, calciatore serbo
- 1995 - Bogdan Vaštšuk, calciatore estone
- 1995 - Oleh Vyšnevs'kyj, calciatore ucraino
- 1995 - Henry Wingo, calciatore statunitense
- 1995 - Botic van de Zandschulp, tennista olandese
- 1996 - Ella Balinska, attrice britannica
- 1996 - Brandon Barker, calciatore inglese
- 1996 - Antonio Blakeney, cestista statunitense
- 1996 - Felipe Carballo, calciatore uruguaiano
- 1996 - Amber Davies, attrice e conduttrice televisiva britannica
- 1996 - Emma Guidi, calciatrice italiana
- 1996 - János Hegedűs, calciatore ungherese
- 1996 - John Kelly, giocatore di football americano statunitense
- 1996 - Ryan Lee, attore statunitense
- 1996 - Sandro Nicolas, cantante tedesco
- 1996 - Assia Raziki, velocista marocchina
- 1996 - Varol Tasar, calciatore tedesco
- 1996 - İsmail Cem Ulusoy, cestista turco
- 1997 - Ronald Hernández, calciatore venezuelano
- 1997 - Antonio de Jesús López, calciatore messicano
- 1997 - Livio Milts, calciatore belga
- 1997 - Jonas Müller, slittinista austriaco
- 1997 - Emily Overholt, ex nuotatrice canadese
- 1997 - Jakub Piotrowski, calciatore polacco
- 1997 - Sebastian Vasiliadis, calciatore tedesco
- 1997 - Nikola Vlašić, calciatore croato
- 1998 - Cao Liguo, lottatore cinese
- 1998 - Felippe Cardoso, calciatore brasiliano
- 1998 - Yuju, cantante sudcoreana
- 1998 - Oneil Cruz, giocatore di baseball dominicano
- 1998 - Christopher Lillis, sciatore freestyle statunitense
- 1998 - Beltran Mvuka, calciatore norvegese
- 1998 - Moussa Wagué, calciatore senegalese
- 1998 - Carla Woodcock, attrice britannica
- 1998 - Mykola Šaparenko, calciatore ucraino
- 1999 - Benedetta Brignoli, calciatrice italiana
- 1999 - Marcin Bułka, calciatore polacco
- 1999 - Moussa Djitté, calciatore senegalese
- 1999 - Leonie Ebert, schermitrice tedesca
- 1999 - Tylan Grable, giocatore di football americano statunitense
- 1999 - Håvard Jørgensen, lottatore norvegese
- 1999 - Catarina Macario, calciatrice brasiliana
- 1999 - Asnawi Mangkualam, calciatore indonesiano
- 1999 - Martin Marxer, calciatore svizzero
- 1999 - Lit Killah, rapper e cantante argentino
- 1999 - Jackson Muleka, calciatore congolese (Repubblica Democratica del Congo)
- 1999 - Marvin Pieringer, calciatore tedesco
- 1999 - Branko Riznić, calciatore serbo
- 1999 - Dino Skorup, calciatore croato
- 1999 - Shiori Yokohama, fondista giapponese
- 1999 - Batu Han Yüksel, sollevatore turco
- 2000 - Nikos Chougkaz, cestista greco
- 2000 - Tim Marsman, ciclista su strada olandese
- 2000 - Lunay, rapper e cantante portoricano
- 2000 - Ayumu Sasaki, pilota motociclistico giapponese
- 2000 - Lazar Trunić, cestista serbo

## XXI secolo(26)
- 2001 - Kris Abrams-Draine, giocatore di football americano statunitense
- 2001 - Ryan Astley, calciatore gallese
- 2001 - Filippo Della Vite, sciatore alpino italiano
- 2001 - Adisa Isaac, giocatore di football americano statunitense
- 2001 - Laurel Marsden, attrice statunitense
- 2001 - Konrad Matuszewski, calciatore polacco
- 2001 - Alessandra Orsili, cestista italiana
- 2001 - Ilias Sebaoui, calciatore marocchino
- 2001 - Arthur Zagré, calciatore francese
- 2002 - Hannes Amman, sciatore alpino tedesco
- 2002 - Uroš Drezgić, calciatore serbo
- 2002 - Gerard Fernández, calciatore spagnolo
- 2002 - Lara Kipp, slittinista austriaca
- 2002 - Milo Parker, attore britannico
- 2002 - Aster Vranckx, calciatore belga
- 2003 - Emmanuel Echeverría, calciatore messicano
- 2003 - Samuel Iling-Junior, calciatore inglese
- 2003 - Luciano Valente, calciatore olandese
- 2004 - Giorgia Arrigoni, calciatrice italiana
- 2004 - Filippo Croccolino, pilota automobilistico italiano
- 2004 - Kaheim Dixon, calciatore giamaicano
- 2004 - Ekaterina Kossova, nuotatrice artistica russa
- 2004 - Jude Sunday, calciatore nigeriano
- 2004 - Rafael Uzcátegui, calciatore venezuelano
- 2005 - Emanuele del Belgio, principe belga
- 2005 - Noah Edjouma, calciatore francese